# Subresidència de la Costa Occidental d'Atjeh
La subresidència de la Costa Occidental d'Atjeh fou una entitat administrativa del govern d'Atjeh a Sumatra, sota els holandesos, formada per diversos estats tributaris o vassalls que el 1886 eren:
- Kloewat o Kluvat amb les seves dependències:
  - Sikekat
  - Sibadi
  - Oedjoeng Poelau/Poelau Doewa
  - Bakongan
  - Lambang
  - Koewala Ba-on/Koewala Baroe
  - Assahan
  - Rassian
  - Sinaboek
  - Terbangan-Rajoek
  - Terbanjan-Tjoek,
- Tampat-toewan (Tampat Tuan)
- Sama-doewa
- Telok Paoet (Sud) o Telok Paou, format per: 
  - Telok Paoet (Sud) o Telok Paou
  - Aloer Pakoe
  - Sawang
  - Tring Madoeroi
  - Batoe Toenggai
  - Damar Toetoang
- Mukih de Makih, incloent:
  - Laboehantarab
  - Telok-kasai
- Laboehan-hadji (Labuan Haji), format per: 
  - Laboehan-hadji
  - Koewala Paoeh-baroe
  - Pelokkan
  - Kamoemoe
  - Paloemat
- Mangging
  - Baoeh
- Talok Paoeh (Nord) incloent:
  - Soewat
  - Tanjang-tangan-besar (rajoet)
  - Tangan-tangan-ketjil (tjoet)
- Soesoeh
- Poelau-kajoe
- Blang-Pedir (Blang Pedir)
- Koewala-batoe, incloent:
  - Simajam
  - Soerian
  - Lama Toewa
  - Lama Moeda
- Sensäm
- Melaboeh (Melabu) incloent els seus tributaris (holandès "onderhoorigheden"):
  - Waila
  - Boeboen
  - Senagan
    - Trang
    - Tadoe
- Tenom
  - Pangga
- Kroeng Sabil
  - Tjellang
- Rigan o Rigas
- Patih o Patin
  - Lagen
  - Telok Gloempang
  - Renoi
- Telok-kroet (Telok Krou)
  - Baba-nipah
- Illes de Si Maloer (Simalëu)/Poelau Babi:
  - Sigodi (Si Goelai)
  - Lemani
  - Tapah o Tapak
  - Sinabang
  - Lakoun Sabang (Lakoön & Salang)
  - Simalëu o Si Maloer
- Bandjak

El 1933 els estats eren:
- Beutong
- Blangpidië
- Bubon
- Kawaj XVI/Meulaboh
- Kluang
- Kluët
- Kruëng Sabe
- Kuala Bateë
- Kualadaja
- Labohan Aji
- Legeuën
- Lambeusu
- Leukuën (a l'illa de Simalëu o Simeuluë)
- Lhokbubon
- Lhokkruët
- Lhokpawoh (Nord)
- Lhokpawoh (Sud)
- Manggeng
- Meuke (353 km²)
- Pameuë
- Pate
- Rigaih
- Salang (a l'illa de Simalëu o Simeuluë)
- Samadua (100 km²)
- Seunagan
- Seuneuäm
- Sigulai (a l'illa de Simalëu o Simeuluë)
- Simeuluë (a l'illa de Simalëu o Simeuluë)
- Susoh
- Tapa' Tuan (6 km²)
- Teunam
- Teupah (a l'illa de Simalëu o Simeuluë)
- Trumon
- Tungkob
- Unga
- Wojia